# I Want to Die in New Orleans
I Want to Die in New Orleans è il primo album in studio del duo hip hop statunitense Suicideboys, pubblicato il 7 settembre 2018.

## Descrizione
La maggior parte delle tracce dell’album ha come tematiche la depressione, la dipendenza, il suicidio e svariati riferimenti alla città di New Orleans, infatti scrim in un'intervista per Theo von nel 2024, ha detto di odiare l’album perché durante le registrazioni era in uno stato di psicosi da ossicodone. Però non mancano brani con tonalità più aggressive (Carrollton, 10000 degrees, war time all the time).

## Tracce
1. King Tulip – 3:05
2. Bring Out Your Dead – 1:46
3. Nicotine Patches – 2:36
4. 10,000 Degrees – 3:09
5. 122 Days – 3:04
6. Phanton Menace – 2:22
7. Krewe du Vieux (Comedy & Tragedy) – 1:44
8. WAR TIME ALL THE TIME – 2:25
9. Coma – 2:17
10. Long Gone (Save Me from This Hell) – 2:18
11. Meet Mr. NICEGUY – 2:26
12. Carrollton – 3:23
13. FUCK the Industry – 3:55
14. I No Longer Fear the Razor Guarding My Heel (IV) – 7:54